# Sainte Eulalie de Vilapicina
Sainte Eulalie de Vilapicina (Santa Eulàlia de Vilapicina, en catalan), est un ancien petit village de la plaine barcelonaise, actuellement faisant partie de l'arrondissement barcelonais nommé "Nou Barris". L'ancienne église paroissiale (de styles architecturaux variés) est déjà nommée dans des documents du Xe siècle[réf. nécessaire].